# 생방송 이브닝 특급
《생방송 이브닝 특급》은 대한민국의 방송국인 대전MBC 표준FM에서 평일 저녁 6시 5분부터 저녁 7시까지 방송하는 라디오 시사프로그램이다. 2022년 5월 13일 자로 2년만에 폐지되었다.